# Juninho Bill
Luiz Carlos Figueiredo Mello, mais conhecido como Juninho Bill (Guarulhos, 7 de julho de 1977), é um cantor, compositor, produtor e ex-jogador de futebol.

## Biografia
Juninho Bill começou na música muito cedo. Com apenas 6 anos de idade, venceu em terceiro lugar o Festival Internacional da Criança, onde participou do álbum 1º Festival Internacional da Criança com a canção "O Incrível Hulk". Na época, este programa era uma parceria do SBT com a gravadora RCA. Juninho passou a participar do programa Domingo no Parque, com Silvio Santos, em 1984. Neste ano, gravou a música "O Gato de Botas", presente no álbum Clube do Bozo. Logo após o sucesso, Juninho Bill foi convidado para participar do Clube da Criança na Rede Manchete ao lado da apresentadora Xuxa, e ainda com Patrícia Marx e Luciano Nassyn, onde ambos participaram do álbum 1º Festival Internacional da Criança. Em 1985, Juninho Bill passou a fazer parte do grupo, formando assim o Trem da Alegria do Clube da Criança, em que gravaram o álbum homônimo a banda. No ano seguinte, o grupo passou a chamar-se apenas Trem da Alegria, que teve entre os sucessos a canção Fera Neném em que Juninho Bill faz dueto com Evandro Mesquita. Juninho Bill continuou com o grupo até sua dissolução em 1992, quando lançaram a compilação de 1992 Trem da Alegria, que trazia 4 faixas inéditas, foi lançada. Ao todo, o cantor já vendeu em torno de 4 milhões de discos com o grupo.

### Carreira no futebol
Logo depois foi seguir a carreira de jogador de futebol onde atuou como meia nas categorias de base do Corinthians e Portuguesa e posteriormente migrou-se para o Sinop onde disputou profissionalmente o Campeonato Mato-Grossense. Encerrou sua breve carreira aos 20 anos de idade no Rio Branco de Americana.
Voltou a música e aos estudos, onde formou-se em jornalismo, nesse intervalo teve várias bandas, como Acesso Livre, Schulapa e Astros.
Juninho Bill atualmente tem duas filhas e trabalha como produtor.
Em 2014, fechou com o SBT para continuar produzindo o programa The Noite no mesmo formato do Agora É Tarde. Juninho foi contratado juntamente com toda a equipe do programa anterior, que se mudou com Danilo Gentili para o novo programa na emissora de Silvio Santos, que teve uma estreia não esperada pelo SBT, com audiências superiores as expectativas da casa. Por dois dias, o programa ganhou da Rede Globo, segundo o IBOPE.  Em paralelo ao seu trabalho de produtor no SBT, está com sua banda, Era Astros - antes banda Astros, que havia se dissolvido e retornou em 2014, lançando álbum homônimo em 2016. 

### Controvérsias
Juninho foi alvo de críticas ao insultar a equipe da RedeTV!, que foi até ao SBT com esperança de falar com à apresentadora Patrícia Abravanel, para falar sobre sua gravidez ao TV Fama. Segundo fontes, Juninho teria agredido verbalmente a equipe da emissora osasquense.
A Fazenda 16
No dia 16 de setembro de 2024, Juninho Bill foi confirmado como participante da décima sexta temporada do reality show A Fazenda.

## Carreira

### Televisão
| Trabalhos na TV | Trabalhos na TV                      | Trabalhos na TV         | Trabalhos na TV   |
| Ano             | Título                               | Notas                   | Emissora          |
| --------------- | ------------------------------------ | ----------------------- | ----------------- |
| 1983            | 1º Festival Internacional da Criança | Participante            | SBT               |
| 1984            | Domingo no Parque                    | Participante            | SBT               |
| 1985 - 1986     | Clube da Criança                     | Participante            | Rede Manchete     |
| 1986 - 1992     | Xou da Xuxa                          | Participante            | Globo             |
| 2011-2013       | Agora É Tarde                        | Produtor                | Rede Bandeirantes |
| 2014-Presente   | The Noite                            | Produtor                | SBT               |
| 2024            | A Fazenda 16                         | Participante (5° lugar) | Record            |

### Cinema
| 1989 | A Princesa Xuxa e os Trapalhões | Bill, criança escrava |

### Música
| Álbuns de estúdios e compilações com o Trem da Alegria | Álbuns de estúdios e compilações com o Trem da Alegria | Álbuns de estúdios e compilações com o Trem da Alegria | Álbuns de estúdios e compilações com o Trem da Alegria | Álbuns de estúdios e compilações com o Trem da Alegria |
| Ano                                                    | Álbum                                                  | Formato                                                | Certificação                                           | Gravadora                                              |
| ------------------------------------------------------ | ------------------------------------------------------ | ------------------------------------------------------ | ------------------------------------------------------ | ------------------------------------------------------ |
| 1983                                                   | 1º Festival Internacional da Criança                   | LP, K7                                                 | Sem certificação                                       | RCA Victor                                             |
| 1985                                                   | Trem da Alegria do Clube da Criança                    | LP, K7                                                 | Platina                                                | RCA Victor                                             |
| 1986                                                   | Trem da Alegria                                        | LP, K7                                                 | Diamante                                               | RCA Victor                                             |
| 1987                                                   | Trem da Alegria                                        | LP, K7                                                 | 3× Platina                                             | RCA Victor                                             |
| 1988                                                   | Trem da Alegria                                        | LP, K7                                                 | 2× Platina                                             | RCA Victor                                             |
| 1989                                                   | Trem da Alegria                                        | LP, K7                                                 | 2× Platina                                             | RCA Victor                                             |
| 1990                                                   | Trem da Alegria                                        | LP, K7                                                 | Ouro                                                   | BMG                                                    |
| 1991                                                   | Trem da Alegria                                        | LP, K7                                                 | Ouro                                                   | BMG                                                    |
| 1992                                                   | Trem da Alegria                                        | CD, LP, K7                                             | Sem certificação                                       | BMG                                                    |
| 1999                                                   | Focus: O Essencial do Trem da Alegria                  | CD, K7                                                 | Sem certificação                                       | BMG                                                    |
| 2017                                                   | Era Astros                                             | Digital                                                | Sem certificação                                       |                                                        |